# トーマス・シドニー・クーパー
トーマス・シドニー・クーパー（Thomas Sidney Cooper CVO RA、1803年9月26日 - 1902年2月7日）は、イギリスの画家である。家畜のいる風景画を描いた。

## 略歴
ケント州のカンタベリーで生まれた。5歳の時父親は家を出ていて、貧しい環境で育った。12歳から家計を助けるために馬車の装飾の職人のもとで働き、旅芸人の舞台の背景を描く仕事もした。そのような仕事を8年ほど続けながらも画家になる夢をもと、余暇の時間は風景を描いて過ごした。20歳になって、ロンドンに出て、しばらく大英博物館で絵を描き、ロイヤル・アカデミー・オブ・アーツの美術学校に入学できた。
ロンドンでは生活を続ける余裕がなかったため、カンタベリーに戻り、絵画教師として働き、絵を売って生計を立てた。1827年に友人とベルギーのブリュッセルに移り、肖像画を描いて生計を立て、絵画教師もした。ブリュッセルで結婚し、動物のいる風景画が得意なベルギーの画家、ウジェーヌ・フェルボークホーフェン（1798-1881）と知り合い影響を受けた。1830年にベルギー独立革命による騒乱が起きたため、家族でロンドンに戻った。1833年に初めて、ロイヤル・アカデミーの展覧会に出展し、それ以後、長く出展を続けた。1842年に描いた作品はサザビーズのオークションで当時としては高値で落札されるようになった。
1845年にロイヤル・アカデミー・オブ・アーツの準会員に選ばれ、1867年に正会員に選ばれた。
故郷のカンタベリーの貧しい子供のために慈善活動をし、1868年に生家のまわりの建物を買い改装して「シドニー・クーパー美術館」を設立し美術学校(Canterbury Sidney Cooper School of Art)を開いた。美術学校はクーパーの没後も存続し後に「Kent Institute of Art & Design」となった。
クーパーはカンタベリーに隣接する村ハーブルダウン(Harbledown)で亡くなった。息子のトーマス・ジョージ・クーパー（Thomas George Cooper: 1857–1896）も画家になった。

## 作品

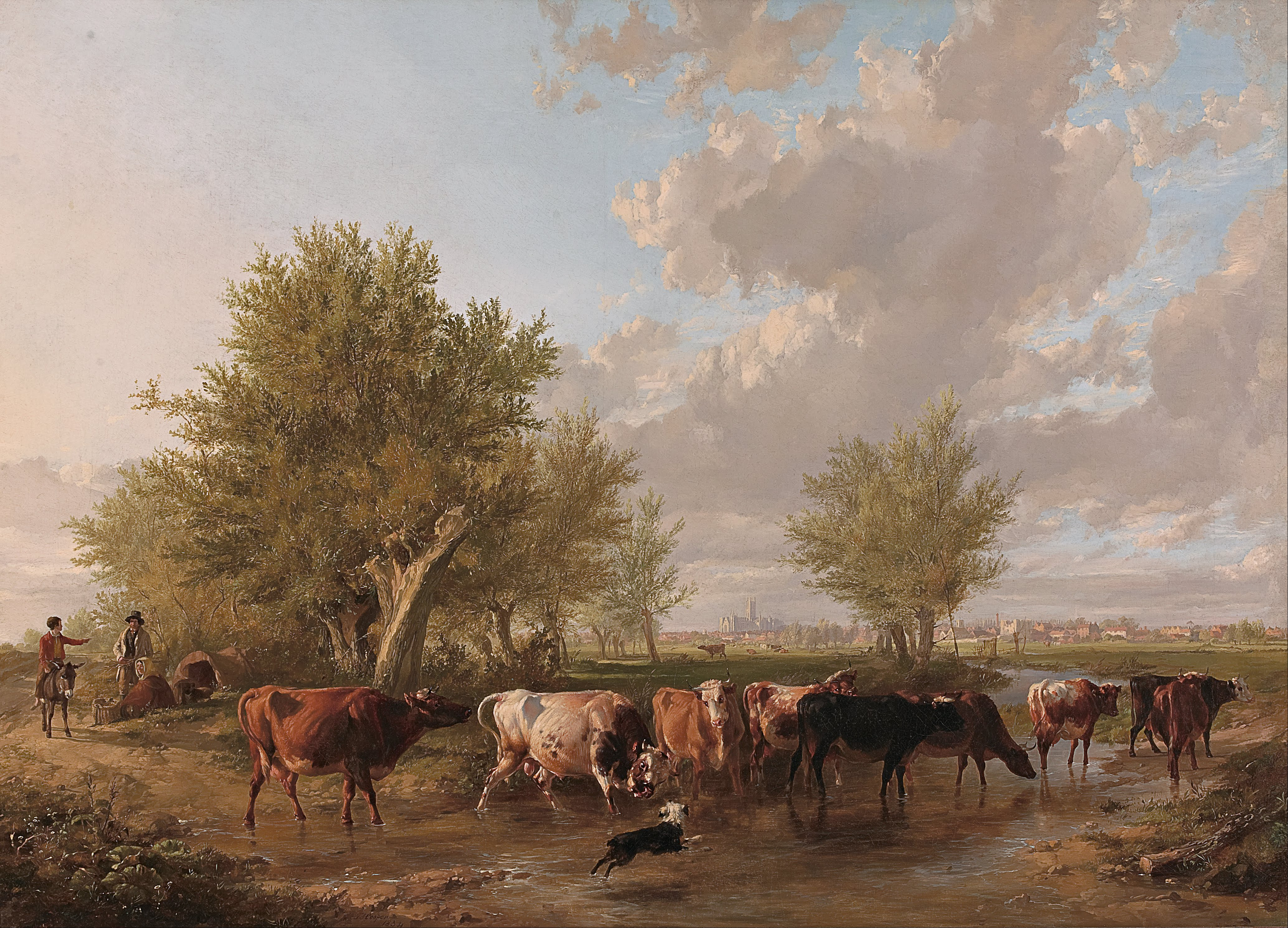
カンタベリー郊外の小川を渡る牛 (1834) 南オーストラリア美術館
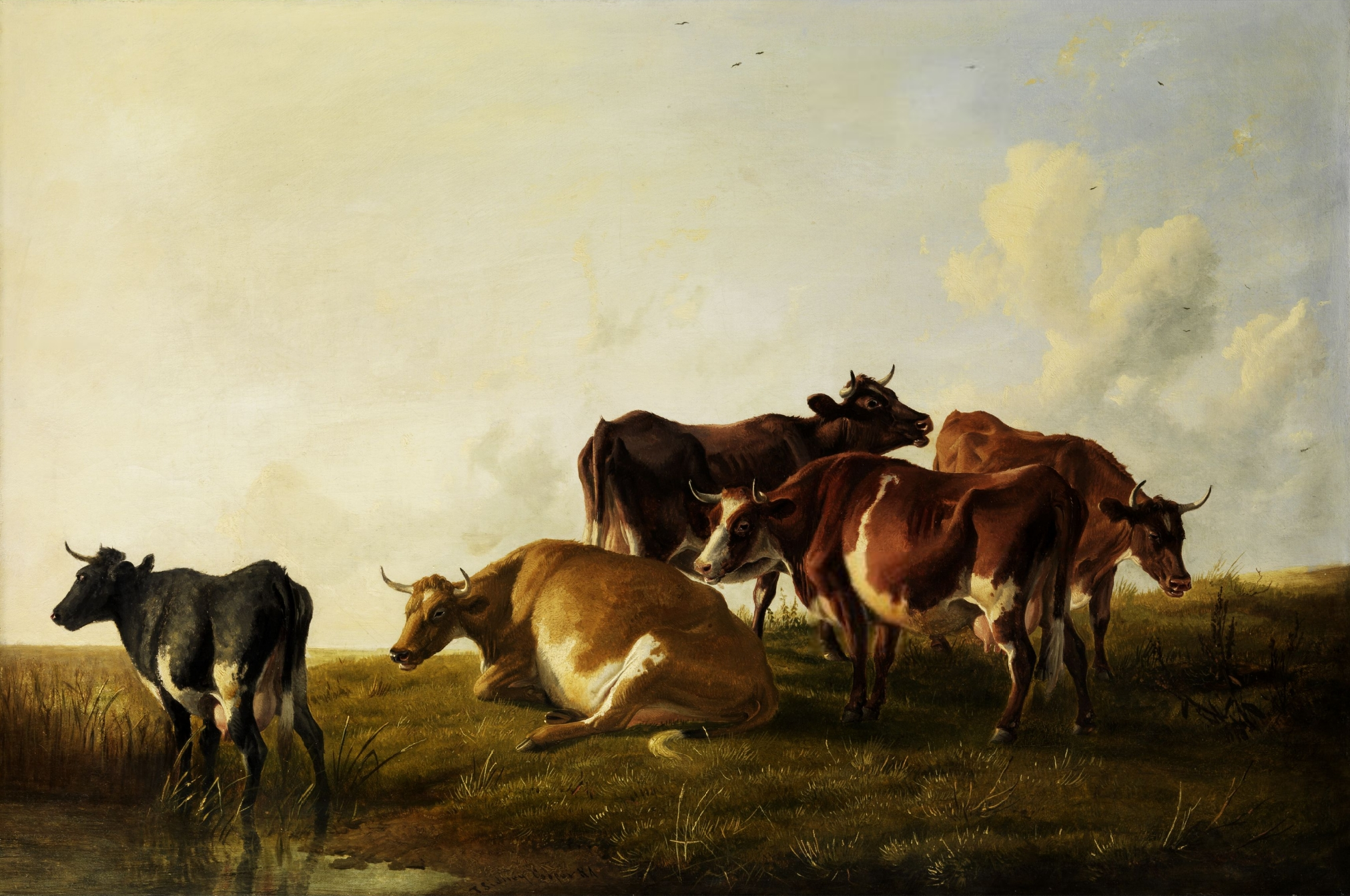
牧草地の牛 (c.1881)
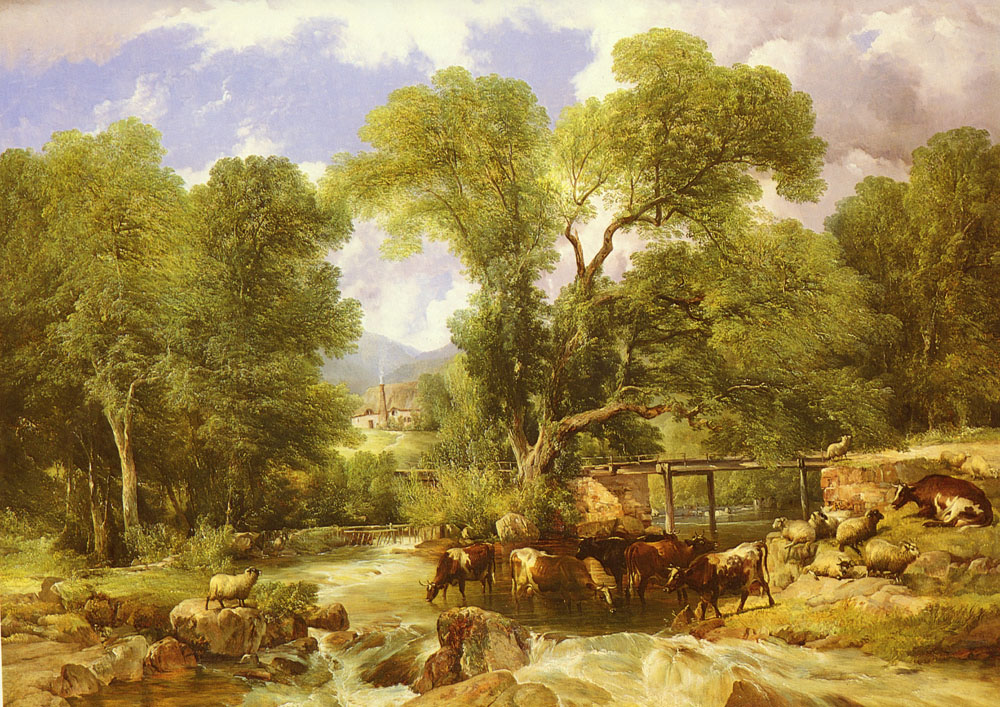
森の小川